# Франческо Фрідріх
Франческо Фрідріх (нім. Francesco Friedrich, 2 травня 1990, Пірна) — німецький бобслеїст, пілот боба, виступає за збірну Німеччини з 2006 року, олімпійський чемпіон, двічі чемпіон світу серед юніорів, багаторазовий чемпіон світу у двійках, учасник зимових Олімпійських ігор у Сочі, де у двійках зайняв восьме місце, а у четвірках десяте. До бобслею професійно займався легкою атлетикою.
Золоту олімпійську медаль та звання олімпійського чемпіона здобув у змаганні двійок на Пхьончханській олімпіаді 2018 року. Ще одне золото здобув тут же, але вже в змаганні четвірок.
Поза спортом є військовослужбовцем Бундесверу.

## Олімпійські ігри
| Рік  | Місце проведення          | Двійки | Четвірки |
| ---- | ------------------------- | ------ | -------- |
| 2014 | Сочі, Росія               | 6      | 8        |
| 2018 | Пхьончхан, Південна Корея | 1      | 1        |
| 2022 | Пекін, Китай              | 1      | 1        |

## Виступи на чемпіонатах світу
| Рік  | Місце проведення       | Двійки | Четвірки | Змішана команда |
| ---- | ---------------------- | ------ | -------- | --------------- |
| 2011 | Кенігсзе, Німеччина    | 11     | —        | 1               |
| 2012 | Лейк-Плесід, США       | 4      | 9        | —               |
| 2013 | Санкт-Моріц, Швейцарія | 1      | 13       | 2               |
| 2015 | Вінтерберг, Німеччина  | 1      | 4        | 1               |
| 2016 | Інсбрук, Австрія       | 1      | 2        | —               |
| 2017 | Кенігсзе, Німеччина    | 1      | 1        | —               |
| 2019 | Вістлер, Канада        | 1      | 1        | —               |
| 2020 | Альтенберг, Німеччина  | 1      | 1        | —               |
| 2021 | Альтенберг, Німеччина  | 1      | 1        | —               |

## Виступи на чемпіонатах Європи
| Рік  | Місце проведення       | Двійки | Четвірки |
| ---- | ---------------------- | ------ | -------- |
| 2016 | Санкт-Моріц, Швейцарія | 6      | 4        |
| 2017 | Вінтерберг, Німеччина  | 1      | 4        |
| 2018 | Інсбрук, Австрія       | 1      | 2        |
| 2019 | Кенігсзе, Німеччина    | 1      | 3        |
| 2020 | Вінтерберг, Німеччина  | —      | 2        |
| 2021 | Вінтерберг, Німеччина  | 1      | 1        |
| 2022 | Санкт-Моріц, Швейцарія | 1      | 2        |